# Agelaius humeralis
Agelaius humeralis е вид птица от семейство Трупиалови. Видът е незастрашен от изчезване.

## Разпространение
Разпространен е в Куба, Доминиканска република, Хаити и САЩ.